# Akademie der Künste

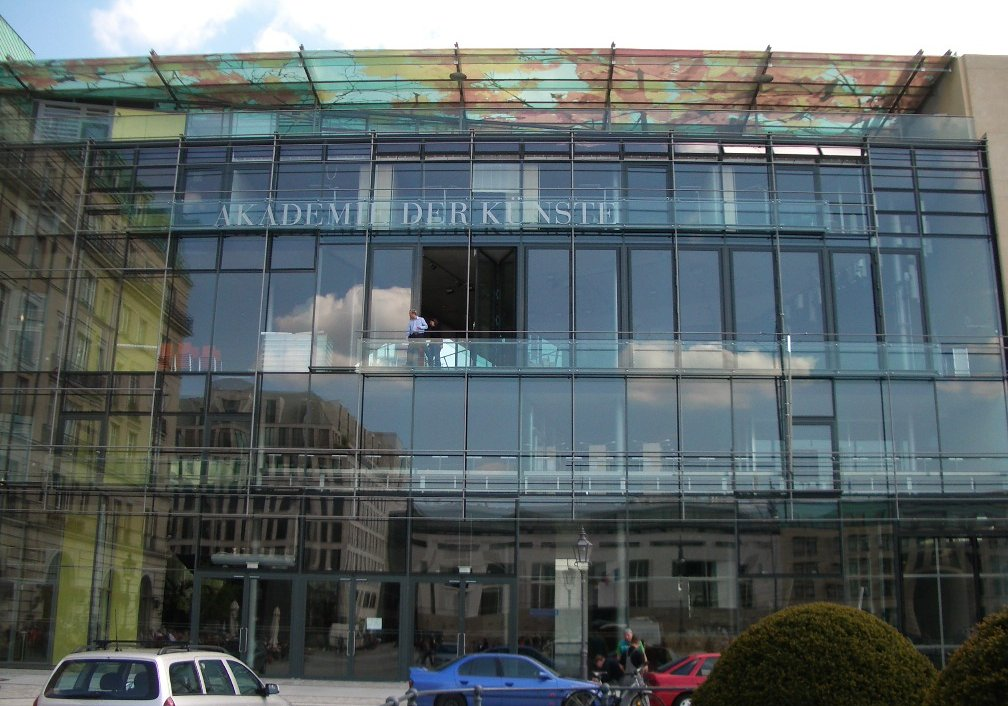
Akademie der Künste, Pariser Platz, Berlijn

De Akademie der Künste is een kunstinstelling in de Duitse hoofdstad Berlijn, die in 1696 werd opgericht door keurvorst Frederik I van Pruisen onder de naam Akademie der Mahler-, Bildhauer- und Architektur-Kunst, een academisch instituut waar de leden elkaar kunnen ontmoeten en discussiëren over elkaars ideeën. Al in 1699 diende de academie als adviesraad voor de regering en heeft deze taak sinds 1931 exclusief  vervuld. De academische tak ontwikkelde zich uiteindelijk tot de huidige Universität der Künste Berlin (Universiteit van de Kunsten in Berlijn).

## Lidmaatschap
De Akademie is een Körperschaft des öffentlichen Rechts. Nieuwe leden worden  genomineerd door middel van een geheime voordracht op de algemene vergadering, en benoemd door de president waarbij het ledenaantal de 500 nooit overstijgt. De huidige president is Klaus Staeck; hij volgde in 2006 Adolf Muschg op.

## Doelen
- Vertegenwoordiging van Duitsland op het gebied van kunst en cultuur
- Kunstpromotie
- Bevordering van kunst in de gemeenschap
- Bevordering van nationale culturele ontwikkelingen
- Behoud van de nationale culturele erfenis
- Adviseren van de Federale Republiek Duitsland in termen van kunst en cultuur

## Secties
- Architectuur
- Beeldende kunst
- Film
- Literatuur
- Muziek
- Podiumkunsten

## Prijzen en erkenningen
- Kunstpreis Berlin
- Käthe-Kollwitz-Preis
- Heinrich Mann Preis
- Konrad Wolf Preis
- Hörspielpreis der Akademie der Künste
- Alfred Döblin Preis
- Joana Maria Gorvin Preis